# Xuân Đài (phường)
Xuân Đài là một phường thuộc tỉnh Đắk Lắk, Việt Nam.

## Địa lý
Phường Xuân Đài nằm ở phía nam thị xã Sông Cầu, có vị trí địa lý:
- Phía đông giáp Vịnh Xuân Đài
- Phía tây giáp xã Xuân Thọ 1 và xã Xuân Thọ 2
- Phía nam giáp huyện Tuy An
- Phía bắc giáp phường Xuân Thành.

Phường Xuân Đài có diện tích 9,38 km², dân số năm 2022 là 10.235 người, mật độ dân số đạt 1.091 người/km².

## Lịch sử
Ngày 27 tháng 8 năm 2009, Chính phủ ban hành Nghị quyết số 42/NQ-CP về việc:
- Thành lập thành thị xã Sông Cầu thuộc tỉnh Phú Yên trên cơ sở toàn bộ huyện Sông Cầu.
- Thành lập phường Xuân Đài thuộc thị xã Sông Cầu trên cơ sở điều chỉnh 418,57 ha diện tích tự nhiên và 3.145 người của xã Xuân Thọ 1; 643,30 ha diện tích tự nhiên và 5.858 người của xã Xuân Thọ 2.

Sau khi thành lập, phường Xuân Đài có 1.061,87 ha diện tích tự nhiên và 9.003 người.